# Herat (provins)

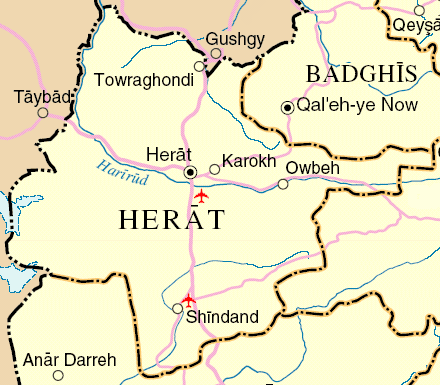
Karta över Herat.

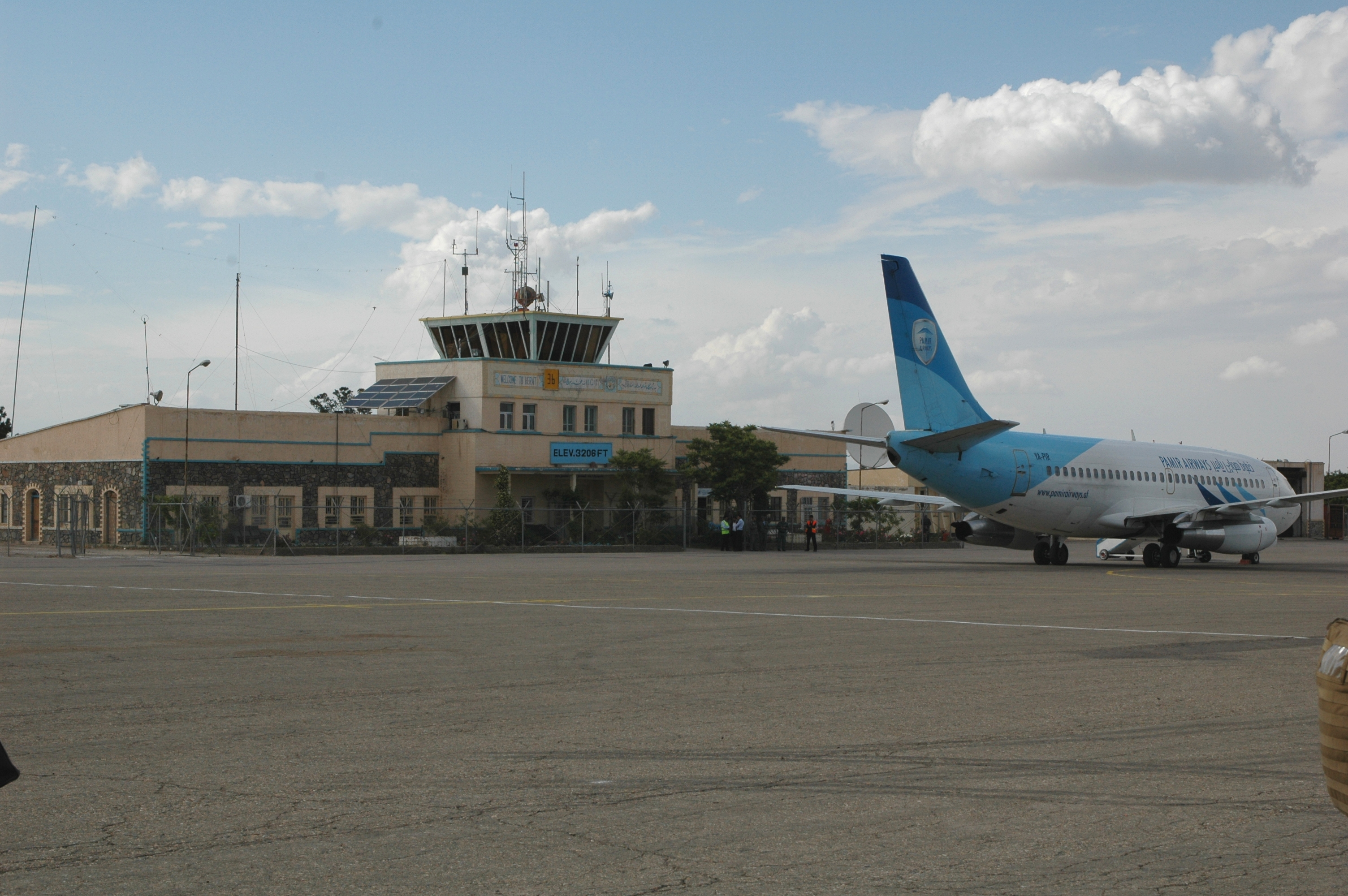
Herats flygplats

Herat (persiska:  هرات, pashto: هرات) är en av Afghanistans 34 provinser, (wilayat). Den beräknades 2022 ha omkring 2 235 000 invånare, varav de flesta talar dari, som persiskan i Afghanistan kallas. Provinshuvudstad är Herat.
Genom provinsen flyter floden Hari Rud.

## Administrativ indelning
Provinsen är indelad i 16 distrikt.
- Adraskan
- Chisht-e Sharif
- Farsi
- Ghoryan
- Gulran
- Guzera
- Herat
- Injil
- Karukh
- Kohsan
- Kushk
- Kushk-e Kuhna
- Obe
- Pashtun Zarghun
- Shindand
- Zinda Jan